# Sidney Skolsky
Sidney Skolsky (New York, 2 maggio 1905 – Los Angeles, 3 maggio 1983) è stato un giornalista, sceneggiatore e produttore cinematografico statunitense.

## Biografia
Celebre confidente di Marilyn Monroe, seppe della relazione dell'attrice con il presidente degli Stati Uniti d'America John Kennedy, confidenze a cui credette fin dall'inizio.
Ha avuto anche un ruolo negli ultimi giorni di vita dell'attrice in quanto l'avrebbe dovuto incontrare il giorno della sua morte.
Ebbe una figlia Steffi Sidney (16 aprile 1935 — 22 febbraio 2010), che divenne attrice.

## Filmografia

### Produttore
- Al Jolson (The Jolson Story), regia di Alfred E. Green (1946)

### Sceneggiatore
- The Daring Young Man, regia di William A. Seiter (1935)
- Hollywood: The Golden Years, regia di David L. Wolper (1961)

### Produttore e sceneggiatore
- The Eddie Cantor Story, regia di Alfred E. Green (1953)